# بيل بارويك
بيل بارويك (بالإنجليزية: Bill Barwick)‏ هو منافس ألعاب قوى أسترالي، ولد في 26 مايو 1905، وتوفي في 16 يونيو 1997.

## وصلات خارجية
- بيل بارويك على موقع أوليمبيديا (الإنجليزية)
- بيل بارويك على موقع اللجنة الأولمبية الأسترالية (الإنجليزية)